# Thomas von Strahlenfels
Thomas von Strahlenfels († 1602 in Gansheim) war ein hoher Beamter des Fürstentums Pfalz-Neuburg. Er war Doktor Juris und unter anderem Pfleger von Reichertshofen, Rat und Hofmeister Pfalzgraf Philipp Ludwigs sowie Landschaftskommissar und Landmarschall des Fürstentums Neuburg. Strahlenfels war zweimal verheiratet, hatte mehrere Töchter und besaß Schloss Oberrohrenstadt und die Hofmark Gansheim, wo er wohl 1602 verstorben ist und jedenfalls begraben liegt. In der dortigen Kirche Sankt Nikolaus ist ein Fragment seines Epitaphs erhalten. Mit ihm erlosch im Mannesstamm seine Adelsfamilie, deren Namen ursprünglich auf die Burg Strahlenfels zurückgeht.